# Calle de Cádiz
La calle de Cádiz es una vía pública de la ciudad española de Madrid, situada en el barrio de Sol, distrito Centro, y que une la calle de Carretas con la de Espoz y Mina.

## Historia

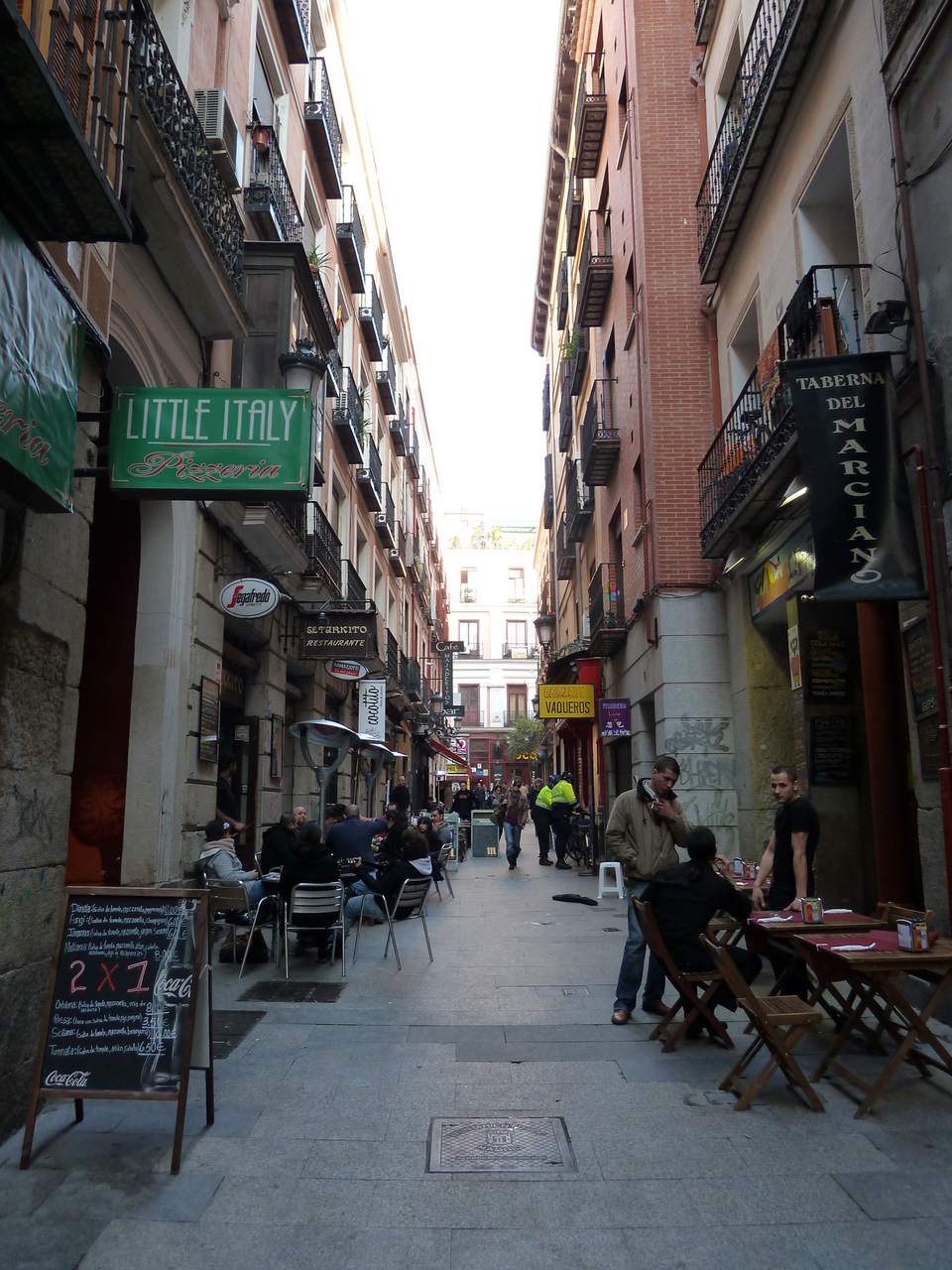
Vista de la calle.

Comienza en la calle de Carretas y, discurriendo en dirección oeste-este, termina en la de Espoz y Mina. A lo largo de su recorrido hace esquina con la calle de Barcelona. Antes tuvo el nombre de «Majaderitos angosta» o «de Majaderitos».
Aparece tanto en el plano de Texeira de 1656 como en el de Antonio Espinosa de los Monteros de 1769, en ambos con forma de escuadra, pues antiguamente su trayecto comprendía parte de la actual calle de Espoz y Mina. En 1889 se conservaban antecedentes de construcciones particulares desde 1732. Su nombre hace referencia a la ciudad andaluza de Cádiz.